# أبل آركيد
أبل آركيد (بالإنجليزية: Apple Arcade)‏ هي خدمة الاشتراك في ألعاب الفيديو من قِبل أبل. لأجهزة آي أو إس و‌آي باد أو إس و‌تي في أو إس و‌ماك أو إس. تم الإعلان عن الخدمة في مارس 2019، وتم إصدارها في 19 سبتمبر 2019.

## وصلات خارجية
- الموقع الرسمي
- الموقع الرسمي
- الموقع الرسمي